# Caesi nitrat
Caesi nitrat là một hợp chất với công thức hóa học CsNO3. Đây là một nitrat kim loại kiềm, được sử dụng trong các chế phẩm pháo hoa, làm chất màu và chất oxy hóa, ví dụ. trong các pháo sáng. Phát xạ caesi chủ yếu do hai vạch quang phổ 852.113 nm và 894.347 nm.
Caesi nitrat được sử dụng trong quang phổ hồng ngoại, trong tia X-phosphor và trong các máy đếm sương mù. Nó cũng được sử dụng trong sản xuất thấu kính và ống kính quang học.

## Tính chất
Cũng như các nitrat kim loại kiềm khác, caesi nitrat phân hủy khi nung nóng nhẹ tạo ra caesi nitrit:
2CsNO3 → 2CsNO2 + O2
Ở nhiệt độ cao hơn nữa, caesi nitrat phân hủy thành oxit:
{\displaystyle {\mathsf {4\ CsNO_{3}\ {\xrightarrow {700^{o}C}}\ 2\ Cs_{2}O+2\ N_{2}\uparrow +5\ O_{2}\uparrow }}}
- Khi trộn các dung dịch đặc của caesi nitrat và axit nitric, các solvat được hình thành (n = 1 ÷ 2):

{\displaystyle {\mathsf {2\ CsNO_{3}+{\mathit {n}}HNO_{3}\ {\xrightarrow {\ }}\ CsNO_{3}\cdot {\mathit {n}}HNO_{3}\downarrow }}}
- Caesi nitrat tham gia phản ứng khử với nguyên tử hydro:

{\displaystyle {\mathsf {CsNO_{3}+2\ H\ {\xrightarrow {Zn,HCl,20^{o}C}}\ CsNO_{2}+H_{2}O}}}
{\displaystyle {\mathsf {CsNO_{3}+8\ H\ {\xrightarrow {Zn,NaOH,100^{o}C}}\ CsOH+NH_{3}\uparrow +H_{2}O}}}
Cesi cũng tạo thành hai nitrit axit bất thường, có thể được mô tả như là CsNO3·HNO3 and CsNO3·2HNO3 (nhiệt độ nóng chảy 100 °C và 36–38 °C).

## Điều chế
Caesi nitrat được điều chế thông qua phản ứng của acid nitric trên caesi kim loại, oxide, hydroxide hoặc carbonat:
{\displaystyle {\mathsf {21\ Cs+26\ HNO_{3}\ {\xrightarrow {\ }}\ 21\ CsNO_{3}+\ NO\uparrow +\ N_{2}O\uparrow +\ N_{2}\uparrow +\ 13\ H_{2}O}}}
{\displaystyle {\mathsf {Cs_{2}O+2\ HNO_{3}\ {\xrightarrow {\ }}\ 2\ CsNO_{3}+H_{2}O}}}
{\displaystyle {\mathsf {CsOH+HNO_{3}\ {\xrightarrow {\ }}\ CsNO_{3}+H_{2}O}}}
{\displaystyle {\mathsf {Cs_{2}CO_{3}+2\ HNO_{3}\ {\xrightarrow {\ }}\ 2\ CsNO_{3}+CO_{2}\uparrow +\ H_{2}O}}}

## Ứng dụng
Caesi nitrat được sử dụng rộng rãi trong các pháo hoa quân sự, trong pháo sáng và tia hồng ngoại. Sử dụng trong quá trình theo dõi sương mù được dựa trên tính ion hóa dễ dàng của nguyên tố này. Các ion caesi hình thành trong ngọn lửa trong quá trình đốt cháy các thành phần hoạt hoá pháo hoa hoạt động như các hạt nhân ngưng tụ và do đó làm tăng lượng chất aerosol, điều quan trọng đối với sự hấp thụ bức xạ.

## Sách tham khảo
- Лидин Р.А. и др. (Lỗi Lua: bad argument #2 to 'formatDate': invalid timestamp '1 tháng 1'.). Химические свойства неорганических веществ: Учеб. пособие для вузов . М.: Химия. ISBN 5-7245-1163-0. {{Chú thích sách}}: Kiểm tra giá trị ngày tháng trong: |date= (trợ giúp)
- Плющев В. Е., Степушин Б. Д. (Lỗi Lua: bad argument #2 to 'formatDate': invalid timestamp '1 tháng 1'.). Химия и технология соединений лития, цезия и цезия. М.: «Химия». {{Chú thích sách}}: Kiểm tra giá trị ngày tháng trong: |date= (trợ giúp)
- Справочник химика. Quyển 1 . М.-Л.: Химия. Lỗi Lua: bad argument #2 to 'formatDate': invalid timestamp '1 tháng 1'.. {{Chú thích sách}}: Kiểm tra giá trị ngày tháng trong: |date= (trợ giúp); Đã bỏ qua tham số không rõ |agency= (trợ giúp)
- Справочник химика. Quyển 2 . Л.: Химия. Lỗi Lua: bad argument #2 to 'formatDate': invalid timestamp '1 tháng 1'.. {{Chú thích sách}}: Kiểm tra giá trị ngày tháng trong: |date= (trợ giúp); Đã bỏ qua tham số không rõ |agency= (trợ giúp)
- Химическая энциклопедия. Quyển 5. М.: Большая Российская энциклопедия. Lỗi Lua: bad argument #2 to 'formatDate': invalid timestamp '1 tháng 1'.. ISBN 5-85270-310-9. {{Chú thích sách}}: Kiểm tra giá trị ngày tháng trong: |date= (trợ giúp); Đã bỏ qua tham số không rõ |agency= (trợ giúp)

| HNO3     |                    |            |                     |                                              |                                        |                    |                    |                    |                    |                 |                     |                 |                    |                    |                    |       | He       |
| LiNO3    | Be(NO3)2           | B(NO 3)− 4 | C                   | NO− 3, NH4NO3                                | O                                      | FNO3               | Ne                 |                    |                    |                 |                     |                 |                    |                    |                    |       |          |
| NaNO3    | Mg(NO3)2           | Al(NO3)3   | Si                  | P                                            | S                                      | ClNO3              | Ar                 |                    |                    |                 |                     |                 |                    |                    |                    |       |          |
| KNO3     | Ca(NO3)2           | Sc(NO3)3   | Ti(NO3)4, TiO(NO3)2 | V(NO3)2, V(NO3)3, VO(NO3)2, VO(NO3)3, VO2NO3 | Cr(NO3)2, Cr(NO3)3, CrO2(NO3)2         | Mn(NO3)2, Mn(NO3)3 | Fe(NO3)2, Fe(NO3)3 | Co(NO3)2, Co(NO3)3 | Ni(NO3)2           | CuNO3, Cu(NO3)2 | Zn(NO3)2            | Ga(NO3)3        | Ge                 | As                 | Se                 | BrNO3 | Kr       |
| RbNO3    | Sr(NO3)2           | Y(NO3)3    | Zr(NO3)4, ZrO(NO3)2 | Nb                                           | Mo(NO3)2, Mo(NO3)3, Mo(NO3)4, Mo(NO3)6 | Tc                 | Ru(NO3)3           | Rh(NO3)3           | Pd(NO3)2, Pd(NO3)4 | AgNO3, Ag(NO3)2 | Cd(NO3)2            | In(NO3)3        | Sn(NO3)2, Sn(NO3)4 | Sb(NO3)3           | Te                 | INO3  | Xe(NO3)2 |
| CsNO3    | Ba(NO3)2           |            | Hf(NO3)4, HfO(NO3)2 | Ta                                           | W(NO3)6                                | ReO3NO3            | Os(NO3)2           | Ir3O(NO3)10        | Pt(NO3)2, Pt(NO3)4 | HAu(NO3)4       | Hg2(NO3)2, Hg(NO3)2 | TlNO3, Tl(NO3)3 | Pb(NO3)2           | Bi(NO3)3, BiO(NO3) | Po(NO3)2, Po(NO3)4 | At    | Rn       |
| FrNO3    | Ra(NO3)2           |            | Rf                  | Db                                           | Sg                                     | Bh                 | Hs                 | Mt                 | Ds                 | Rg              | Cn                  | Nh              | Fl                 | Mc                 | Lv                 | Ts    | Og       |
|          |                    | ↓          |                     |                                              |                                        |                    |                    |                    |                    |                 |                     |                 |                    |                    |                    |       |          |
| La(NO3)3 | Ce(NO3)3, Ce(NO3)4 | Pr(NO3)3   | Nd(NO3)3            | Pm(NO3)2, Pm(NO3)3                           | Sm(NO3)3                               | Eu(NO3)3           | Gd(NO3)3           | Tb(NO3)3           | Dy(NO3)3           | Ho(NO3)3        | Er(NO3)3            | Tm(NO3)3        | Yb(NO3)3           | Lu(NO3)3           |                    |       |          |
| Ac(NO3)3 | Th(NO3)4           | PaO(NO3)3  | U(NO3)4, UO2(NO3)2  | Np(NO3)4                                     | Pu(NO3)4, PuO2(NO3)2                   | Am(NO3)3           | Cm(NO3)3           | Bk(NO3)3           | Cf(NO3)3           | Es              | Fm                  | Md              | No                 | Lr                 |                    |       |          |